# Plaxo
Plaxo è un sito web che fornisce un servizio di rubrica online e di social network.

## Storia
Il sito è stato fondato da Sean Parker, Minh Nguyen e due studenti di ingegneria di Stanford, Todd Masonis e Cameron Ring. Plaxo ha la sua sede a Sunnyvale, ed è una filiale della Comcast, che ha rilevato il sito il 14 maggio 2008. La compagnia è stata lanciata il 12 novembre 2002, finanziata da venture capital inclusi fondi provenienti dalla Sequoia Capital. Il 7 luglio 2005, Plaxo ha annunciato di aver raggiunto un accordo con America Online per integrare i propri servizio di gestione dei contatti con quelli di AOL e AOL Instant Messenger.